# Consistórios de Urbano IV
O Papa Urbano IV (1261-1264) criou catorze novos cardeais em dois consistórios. As datas exatas desses consistórios não são claras. Relatórios contemporâneos sugerem que eles foram realizados em 24 de dezembro de 1261 ("sábado antes do Natal") e em maio de 1262. No entanto, alguns autores modernos contestam a exatidão desses relatórios como contradizendo o costume estabelecido da época, segundo o qual as promoções de cardeais foram celebrados aos sábados das semanas de Ember, que caíram em 17 de dezembro de 1261 e 3 de junho de 1262, respectivamente.

## 17 de dezembro de 1261
1. Guido Foucois, † 28 de novembro de 1268
2. Raoul Grosparmi † 11 de agosto de 1270
3. Simone Paltineri † fevereiro 1277
4. Simon de Brion † 28 de março de 1285
5. Uberto Coconati † 13 de julho de 1276
6. Giacomo Savelli † 3 de abril de 1287
7. Goffredo da Alatri † antes de 31 de maio de 1287

## 3 de junho de 1262[2]
1. Enrico Segusio † 6/7 de novembro de 1271
2. Ancher Pantaleon † 1 de novembro de 1286
3. Guillaume de Bray † 29 de abril de 1282
4. Guy de Bourgogne, O.Cist. † 20 de maio de 1272
5. Annibale Annibaldi, OP  † 15 de outubro de 1272
6. Giordano Pironti  † 9 de outubro de 1269
7. Matteo Rosso Orsini † 4 de setembro de 1305